# 切爾沃內庫特 (洛佐瓦區)
切爾沃內庫特（烏克蘭語：Червоний Кут）是位於烏克蘭東部的村莊，由哈爾科夫州洛佐瓦區的洛佐瓦市鎮負責管轄。該村始建於1926年，面積0.5平方公里，海拔高度148米，2001年人口262。